# Selección femenina de baloncesto sub-20 de China Taipéi
La Selección femenina de baloncesto sub-19 de China Taipéi es el equipo formado por jugadoras de nacionalidad taiwanesa entre los 18 a 19 años, que representa a la Asociación de Baloncesto de China Taipéi en las competiciones internacionales organizadas por la Federación Internacional de Baloncesto (FIBA): el Campeonato Mundial de Baloncesto Femenino Sub-19 y el Campeonato FIBA Asia Femenino Sub-18.

## Participaciones

### Campeonato FIBA Asia Femenino Sub-18
| Año  | Sede                                          | Posición                                      |
| ---- | --------------------------------------------- | --------------------------------------------- |
| 1970 | Seúl, Corea del Sur                           | 3°                                            |
| 1972 | Manila, Filipinas                             | 2°                                            |
| 1974 | Manila, Filipinas                             | No clasificó                                  |
| 1977 | Kuwait, Kuwait                                | No clasificó                                  |
| 1978 | Manila, Filipinas                             | No clasificó                                  |
| 1980 | Bangkok, Tailandia                            | No clasificó                                  |
| 1982 | Manila, Filipinas                             | No clasificó                                  |
| 1984 | Seúl, Corea del Sur                           | No clasificó                                  |
| 1986 | Manila, Filipinas                             | 3°                                            |
| 1989 | Manila, Filipinas                             | 4°                                            |
| 1990 | Nagoya, Japón                                 | 4°                                            |
| 1992 | Pekín, China                                  | 4°                                            |
| 1996 | Bangkok, Tailandia                            | 4°                                            |
| 1998 | Tokushima, Japón                              | 2°                                            |
| 2000 | Nueva Delhi, India                            | 4°                                            |
| 2002 | Taipéi, Taiwán                                | 2°                                            |
| 2004 | Shenzhen, China                               | 4°                                            |
| 2007 | Bangkok, Tailandia                            | 4°                                            |
| 2008 | Medan, Indonesia                              | 4°                                            |
| 2010 | Surat Thani, Tailandia                        | 3°                                            |
| 2012 | Johor Bahru, Malasia                          | 4°                                            |
| 2014 | Amán, Jordania                                | 4°                                            |
| 2016 | Bangkok, Tailandia                            | 4°                                            |
| 2018 | Bangalore, India                              | 6°                                            |
| 2020 | Cancelado por la pandemia de COVID-19 en Asia | Cancelado por la pandemia de COVID-19 en Asia |

### Campeonato Mundial de Baloncesto Femenino Sub-19
| Año  | Sede                                | Posición     |
| ---- | ----------------------------------- | ------------ |
| 1985 | Colorado Springs, Estados Unidos    | No clasificó |
| 1989 | Bilbao, España                      | No clasificó |
| 1993 | Seúl, Corea del Sur                 | 12°          |
| 1997 | Natal, Brasil                       | No clasificó |
| 2001 | Brno, República Checa               | No clasificó |
| 2005 | Nabeul y Túnez, Túnez               | No clasificó |
| 2007 | Bratislava, Eslovaquia              | No clasificó |
| 2009 | Bangkok, Tailandia                  | No clasificó |
| 2011 | Puerto Montt y Puerto Varas, Chile  | 11°          |
| 2013 | Klaipėda y Panevėžys, Lituania      | No clasificó |
| 2015 | Chéjov y Vídnoye, Rusia             | 14°          |
| 2017 | Údine y Cividale del Friuli, Italia | No clasificó |
| 2019 | Bangkok, Tailandia                  | No clasificó |
| 2021 | Debrecen, Hungría                   | No clasificó |
| 2023 | Madrid, España                      | No clasificó |